# Hasen-Öhrling
Der Hasen-Öhrling (Otidea leporina) ist eine seltene Pilzart aus der Ordnung der Becherlingsartigen.

## Merkmale

### Makroskopische Merkmale
Die meist gruppenweise, seltener einzeln oder verteilt auftauchenden Fruchtkörper werden 2 bis 5 Zentimeter hoch. Sie sind einseitig tief eingeschlitzt becherförmig oder hasenohrförmig. Sie sitzen oft direkt auf dem Boden auf; eine Stielstruktur fehlt oder ist sehr kurz ausgeprägt. Die Innenseite mit der Fruchtschicht ist gelblichbraun. Besonders bei Trockenheit kann die gelbbraune oder rostgelbe, fein pickelige Außenseite etwas heller sein als die Innenseite.
Das dünne Fleisch ist brüchig und schmeckt mild. Es hat keinen markanten Geruch.
Jod-Reagenzien zeigen keinen erkennbaren Effekt.

### Mikroskopische Merkmale
Die zylindrischen Schläuche messen 140 bis 170 auf 10 bis 12 Mikrometer. Sie tragen jeweils acht leicht gelbliche Sporen in einer Reihe.
Diese sind ellipsoid geformt und messen 12 bis 14 auf 6,5 bis 8 Mikrometer. Ihre Oberflächen sind glatt. Im Innern sind zwei oder selten ein einzelner großer Öltropfen bzw. Kern erkennbar. Die Paraphysen sind fädig und enden leicht hakenförmig.

## Artabgrenzung
In der Gattung der Öhrlinge (Otidea) lassen sich die einzelnen Arten oft schwer unterscheiden.
Vom Nadelwald-Öhrling (Otidea abietina) kann das Hasenohr nur durch mikroskopische Merkmale unterschieden werden.
Die Fruchtschicht des Eselsohrs (Otidea onotica) hat besonders in jungem Stadium einen rosa Anflug; auch sind Fruchtkörper gewöhnlich etwas größer und haben mehr orange Farbaspekte.
Otidea smithii hat eine gräulich-braune Außenseite. Der Eingeschnittene oder Lederbraune Öhrling (Otidea alutacea) hat in dichten Gruppen auftretende, abgeschnitten geformte Fruchtkörper mit gewöhnlich gräulich-brauner Innenfläche.
Die größeren, spitzeren Fruchtkörper der Ohrförmigen Lorchel (Helvella silvicola) unterscheiden sich zuverlässig anhand der Sporen.
Der Zierliche oder Zitronengelbe Öhrling (Otidea concinna) ist sehr ähnlich oder möglicherweise identisch.

## Verbreitung und Ökologie
Er fruchtet von August bis Oktober. Er lebt in Bergnadelwäldern in Ektomykorrhiza-Symbiose mit Fichten, in Amerika besonders mit Douglasien. Vorkommen sind in Nordindien, Europa und dem Nordwesten Nordamerikas bekannt.

## Systematik und Taxonomie
Die Art wurde von Jacob Christian Schäffer 1763 in seinen „Natürlich ausgemahlten Abbildungen baierischer und pfälzischer Schwämme, welche um Regensburg wachsen“ als Helvella auricula offiziell erstmals wissenschaftlich beschrieben.
Da das dort verwendete Art-Epitheton jedoch mit einem sanktionierten anderen kollidiert, stützt sich der heute gebräuchliche Name allerdings auf die spätere Beschreibung von August Johann Georg Karl Batsch als Peziza leporina aus dem 1783 veröffentlichten Werk „Elenchus fungorum“.

1870 wurde die Art von Karl Wilhelm Gottlieb Leopold Fuckel der Gattung der Öhrlinge (Otidea) zugeordnet.
Aus Kalifornien ist eine kleinsporigere Varietät (Sporen 8 bis 11 auf 5 bis 6 Mikrometer), Otidea leporina var. minor, bekannt.
Das Art-Epitheton des wissenschaftlichen Namens stellt wie die deutschen Namen einen Bezug zu Hasen her (lateinisch lepus – der Hase).

## Bedeutung
Das Hasenohr ist essbar und wird und wurde als Speisepilz genutzt und örtlich auch vermarktet, sollte jedoch zumindest in Mitteleuropa aufgrund seiner Seltenheit geschont werden.